# Le Ménage moderne du Madame Butterfly
Le ménage moderne du Madame Butterfly és una pel·lícula pornogràfica francesa de 1920. És famosa per ser la primera pel·lícula coneguda que va incorporar escenes bisexuals i homosexuals.

## Antecedents
Bernard Natan va ser un jueu romanès que havia produït, dirigit i actuat en, almenys, una pel·lícula pornogràfica heterosexual abans de 1920. Aquest any, després del final de la I Guerra Mundial, Natan va emigrar a França. Entre 1920 i 1927, va produir, va dirigir i va actuar en almenys altres 20 pel·lícules pornogràfiques (un número important, tenint en compte l'època i la tecnologia). Diverses d'aquestes pel·lícules incloïen escenes de sexe oral i anal de caràcter tant homosexual com bisexual i el mateix Natan va actuar en algunes escenes homo i bisexuals.
Le Menage Moderne Du Madame Butterfly és una de les primeres pel·lícules pornogràfiques atribuïdes a Natan i la primera de les seves obres que mostra actes homo i bisexuals. Encara que la data d'estrena és incerta, els estudiosos creuen que la pel·lícula va ser distribuïda cap a 1920.
La producció és de notable qualitat, fins i tot en comparació amb el cinema comercial de l'època. Inclou escenes filmades en una ciutat asiàtica plena de rickshaw i un vaixell navegant pel Oceà Pacífic. El vestuari i els escenaris són gairebé luxosos. La pel·lícula posseeix un llarg i complex argument que inclou intertítols.

## Polèmica
La tesi que la pel·lícula fos obra de Natan ha estat contestada per l'historiador francès André Rossel-Kirschen. Rossel-Kirschen, que respon a l'article de Joseph W. Slade a The Journal of Film and Vídeo, origen de la teoria que Natan hauria produït i actuat al cinema pornogràfic, afirma que les dades donades per Slade són falses en la seva major part. L'actor a Le ménage moderne du Madame Butterfly no seria Natan, sinó un actor molt més jove, d'entre 18 i 25 anys. Rossel-Kirschen afirma que la informació donada per Slade prové en part de la campanya antisemita de la qual va ser víctima Natan durant els anys immediatament anteriors a la II Guerra Mundial i en part és simplement originada per la ignorància de les fonts franceses, com demostra el fet que no sabés que Natan es va casar en 1909.

## Argument
La pel·lícula està basada en la òpera Madama Butterfly de Giacomo Puccini.
El tinent Pinkerton (interpretat per l'actor francès J. H. Forsell) és un robust mariner estatunidenc de permís al Japó. Pinkerton es casa amb la jove Madama Butterfly (una actriu desconeguda) i la viola, mentre que la serventa de Butterfly, Soosooky (una altra actriu desconeguda), els espia i es masturba amb l'escena. Pinkerton després abandona a Butterfly. Un nou personatge, un «coolie» (interpretat per Natan), espia a Butterfly i Soosooky mentre ambdues realitzen sexe lèsbic. El coolie mentrestant es masturba.
Pinkerton torna i realitza sexe oral i anal amb el coolie. Seguidament, Pinkerton realitza sexe oral, anal i vaginal amb Soosooky. Mr. Sharpless (un actor desconegut) es troba amb Butterfly i realitza diversos actes sexuals amb ella. Després li diu a Butterfly que Pinkerton ha tornat, però que està casat amb una dona nord-americana. Pinkerton, Soosooky i el coolie entren. Una furiosa Butterfly acusa a Pinkerton, però no pot resistir els seus encants. El grup dels cinc comencen una escena de sexe: el coolie és penetrat analment per Pinkerton i Sharpless mentre realitza un cunnilingus a les dones. Després, mentre té sexe vaginal i anal amb les dones, el coolie realitza fel·lacions a Pinkerton i Sharpless.
Es van realitzar dos conjunts de intertítols. Els francesos són en general graciosos i amb espurna, rient-se del racisme i l'arrogància nord-americana, jugant amb una sèrie de dobles sentits. Els intertítulos en anglès posseeixen un to molt més cru i racista.

## Importància
Le Menage Moderne Du Madame Butterflyés la pel·lícula més antiga que es conserva en la que es realitzen actes sexuals homosexuals. La primera pel·lícula que mostra a homes nus va ser realitzada per Eadweard Muybridge en les dècades de 1880 i 1890 com a part del seu estudi de la locomoció humana.
La primera pel·lícula pornogràfica de la història sembla haver estat realitzada en 1908. Entre 1908 i l'arribada del cinema pornogràfic als cinemes dels EUA en 1970 es van realitzar unes 2000 pel·lícules pornogràfiques; unes 500 anteriors a 1960. S'estima que un 10% de les pel·lícules pornogràfiques anteriors a 1970 contenien algun tipus d'activitat homosexual, que pot anar des d'una mà a l'espatlla, maluc o cama, fins a sexe anal o oral (i més). No obstant això, gairebé totes les obres existents mostren el sexe homosexual en el context d'una hegemonia heterosexual. La majoria del sexe homosexual ocorre durant un acte heterosexual, convertint l'acte sexual en bisexual.
Le Menage Moderne Du Madame Butterfly és poc habitual no sols en què mostra actes sexuals de caràcter homosexual, sinó que ho fa molt aviat en la història del cinema pornogràfic. No obstant això, igual que ho van fer altres pel·lícules posteriors, Le Menage Moderne Du Madame Butterfly només mostra actes sexuals entre homes com desviats, establint fermament l'heterosexualitat dels personatges i sovint mostrant la sexualitat com bàsicament bisexuals; per exemple, el contacte sexual entre homes ocorre mentre els homes també estan realitzant un acte sexual heterosexual.
La pel·lícula també és coneguda per ser una de les primeres pel·lícules per a adults amb direcció i producció atribuïda a Bernard Natan. Estudiosos s'han sorprès que un cineasta novençà produís una obra que contenia actes sexuals que poguessin ofendre o enutjar a la seva audiència, principalment homes heterosexuals. Historiadors del cinema han afirmat que el fet que Natan estigués disposat a prendre aquest risc i la seva subtil comprensió del paper de l'homoerotisme i l'homosexualitat en la identitat sexual de l'home francès, és part del seu llegat a la posteritat.
La voluntat de Natan, no sols de produir, escriure i dirigir, sinó també d'actuar en pel·lícules pornogràfiques bisexuals hauria estat tant més sorprenent si es té en compte que, nou anys després de l'estrena de Le Menage Moderne Du Madame Butterfly, Bernard Natan era l'amo del principal estudi de cinema de França: Pathé.